# Igrejas Batistas Americanas EUA
As Igrejas Batistas Americanas EUA (em inglês:  American Baptist Churches USA) é uma denominação protestante de linha principal batista dos Estados Unidos da América. As Igrejas Batistas Americanas são afiliadas à Aliança Batista Mundial. A sede da igreja está localizada em King of Prussia, Pensilvânia.

## História
As Igrejas Batistas Americanas EUA têm suas origens na Primeira Igreja Batista na América de Providence (Rhode Island), fundada em 1638 pelo pastor britânico Roger Williams.  O estabelecimento de outras igrejas batistas ajudou a formar a Convenção Trienal em 1814. Em maio de 1845, muitas igrejas do sul, em desacordo com o abolicionismo da Convenção, romperam com ela e fundaram a sua própria organização separadamente em apoio a escravatura: a Convenção Batista do Sul.
Em 1882, May Jones tornou-se a primeira mulher ordenada na Convenção.
A convenção foi reorganizada em 1907 como a Convenção Batista do Norte.
Devido ao desenvolvimento do liberalismo teológico em alguns seminários afiliados, como Crozer Theological Seminary, seminários conservadores foram fundados por ministros da convenção, incluindo o Northern Baptist Theological Seminary em Chicago em 1913 e o Eastern Baptist Theological Seminary em Filadélfia em 1925. Em 1950, ela foi renomeada como Convenção Batista Americana e Igrejas Batistas Americanas EUA em 1972. De acordo com um censo da associação, em 2023 ela disse que tinha 4,973 igrejas e 1.211.744 membros.

## Escolas

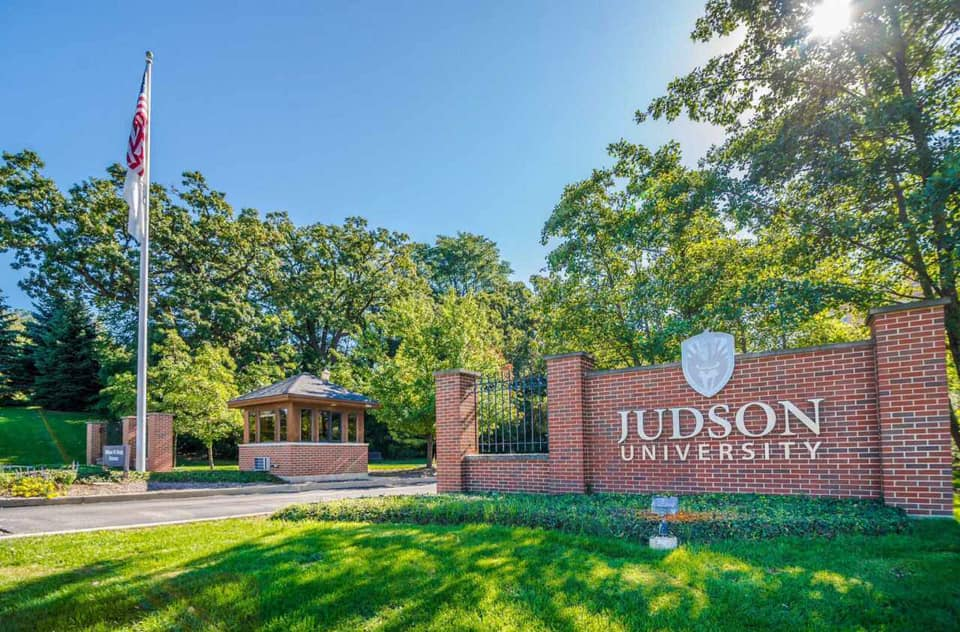
Entrada na Universidade Judson em Elgin (Illinois), afiliada à Convenção.

A Convenção tem 16 universidades afiliadas.
Ele também tem 10 institutos teológicos.

## Organização missionária
Em 1814, ela fundou os Ministérios Internacionais, uma organização missionária.

## Controvérsias
Desde 1995, as convenções regionais da Convenção têm realizado excomunhões de várias igrejas que se tornaram membros da Associação de Batistas Acolhedores e Afirmadores fundada em 1993, uma associação favorável à inclusão de pessoas LGBTQ, uma crença contrário a uma resolução adotada pela Convenção.
Em 2006, as Igrejas Batistas Americanas no Sudoeste do Pacífico abandonaram a convenção devido à frouxidão da convenção com as igrejas na aplicação de uma resolução de 1992 que se opõe à inclusão de pessoas LGBTQ e foram renomeadas para Ministérios de Transformação. A convenção respondeu que queria respeitar a autonomia das igrejas locais e que não queria realizar excomunhões.